# Öffentliche Versicherungen Sachsen-Anhalt

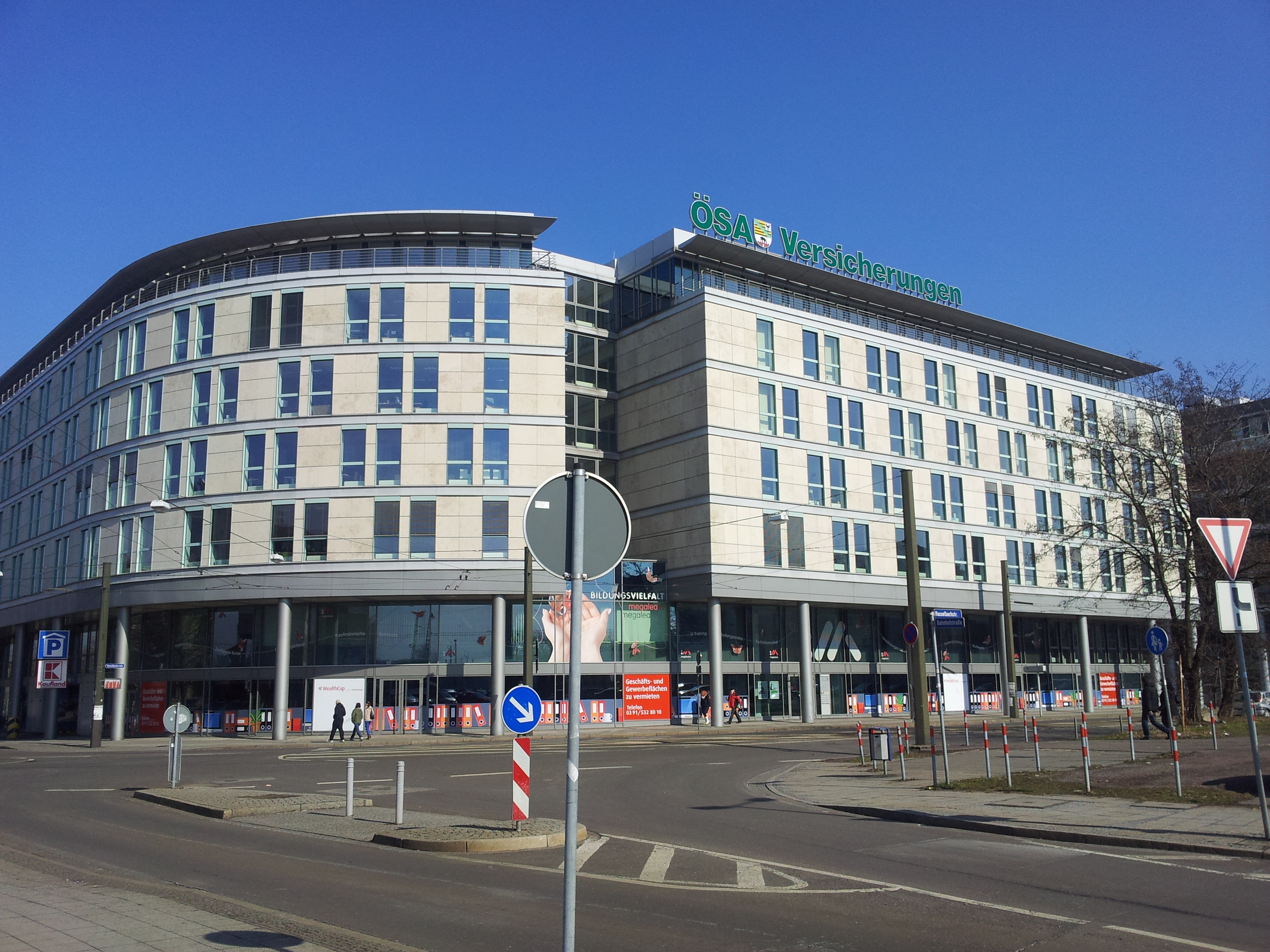
Gebäude der ÖSA im City-Carre Magdeburg

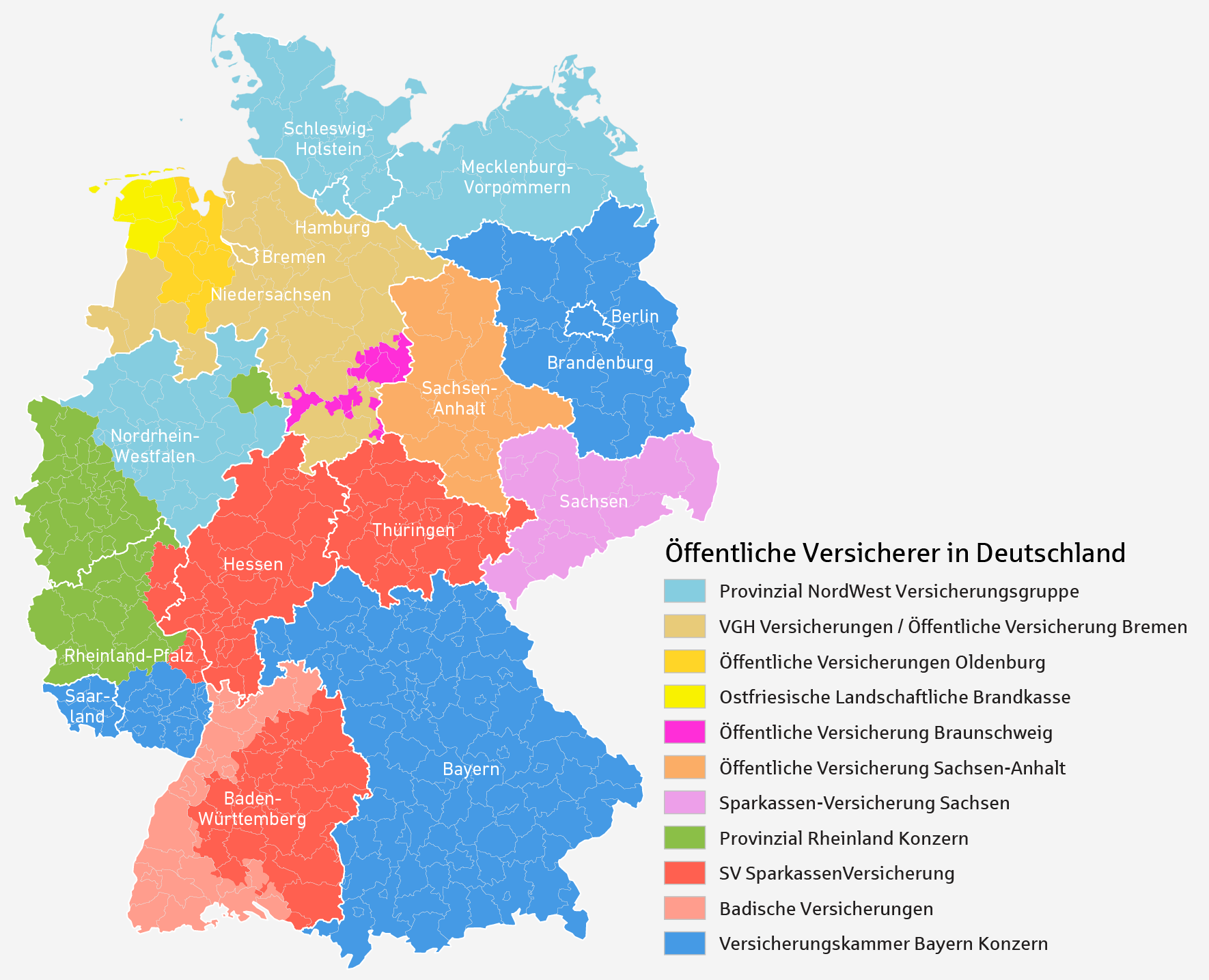
Geschäftsgebiete der Öffentlichen Versicherer in Deutschland

Die Öffentlichen Versicherungen Sachsen-Anhalt (ÖSA) sind die regionalen Versicherungsunternehmen im Land Sachsen-Anhalt. Sie bestehen aus der Öffentlichen Feuerversicherung Sachsen-Anhalt und der Öffentlichen Lebensversicherung Sachsen-Anhalt. Sitz ist Magdeburg. Beide Einzelgesellschaften sind öffentlich-rechtliche Versicherungsunternehmen.
Alleiniger Kapitalträger der ÖSA-Versicherungen ist die Landschaftliche Brandkasse Hannover der VGH-Gruppe.

## Geschichte
Die ÖSA-Versicherungen wurden im Jahr 1991 auf Landtagsbeschluss gegründet. Sie knüpfen an eine mehr als 300-jährige Tradition an: Magdeburg ist der zweitälteste öffentlich-rechtliche Versicherungsstandort in Deutschland. Im Jahr 1685 hatten Magdeburger Ratsherren nach dem Vorbild der neun Jahre zuvor gegründeten Hamburger Feuerkasse die „General-Feur-Cassa in der Stadt Magdeburg“ geschaffen.
Weitere Vorläufer in der Region waren die Land-Feuersozietät der Provinz Sachsen, die Anhaltische Landesbrandkasse und die Lebensversicherungsanstalt Sachsen-Thüringen-Anhalt. Neben ihren Aufgaben als Versicherer förderten sie nicht unerheblich die Entwicklung des deutschen Feuerwehrwesens in ihren Gebieten durch Zuschüsse bei Geräteanschaffungen und Zahlung von Löschprämien nach Bränden.

## Gemeinwohl
In ihrer Satzung verpflichten sich die ÖSA-Versicherungen zum „gemeinen Nutzen“ des Landes, insbesondere zur Schadenverhütung. So werden die Arbeit der Feuerwehr für den Brandschutz, die Verkehrserziehung von Kindern sowie kulturelle, sportliche und soziale Projekte unterstützt.

## Geschäftstätigkeit
Die ÖSA-Versicherungen sind ein Service-Versicherer mit mehr als einer Million Verträgen im Bestand. Das Angebot in allen Versicherungssparten richtet sich an Privatpersonen, Gewerbetreibende, Industrie- und Landwirtschaftskunden sowie an die Kommunen und Wohnungsunternehmen in Sachsen-Anhalt. Mit rund 100 selbstständigen Versicherungsagenturen und den Sparkassen-Geschäftsstellen existiert in Sachsen-Anhalt ein landesweit sehr dichtes Betreuungsnetz.
Das Erstversicherungsgeschäft erstreckt sich über die Versicherungszweige Hausratversicherung, Wohngebäudeversicherung, Unfallversicherung, Kraftfahrtversicherung, Lebensversicherung, Geschäftsversicherung, Sachversicherung und Haftpflichtversicherung.
Rund 500 Menschen sind direkt oder mittelbar für die Unternehmen tätig. Die ÖSA-Versicherungen bilden jährlich „Kaufleute für Versicherungen und Finanzen in der Fachrichtung Versicherungen“ aus und begleiten ein duales Studium der Betriebswirtschaftslehre in der Fachrichtung Versicherung.
Die Gesellschaften unterstehen der Versicherungsaufsicht durch die BaFin (Bundesanstalt für Finanzdienstleistungsaufsicht).

## Besondere Produkte
Exklusiv im Land Sachsen-Anhalt bieten die ÖSA-Versicherungen die ÖSA-Feuerwehrrente, die ÖSA-StrategieRente und den automatischen Notruf ÖSA-Copilot an.